# Pierre de La Garde
Pierre de La Garde (Crécy-la-Chapelle, 10 febbraio 1717 – Parigi, 1792) è stato un compositore e baritono francese.

## Biografia
Fu maestro di musica dei figli di Luigi XV (il suo titolo era Maître de musique des Enfants de France) e, dal 1750 al 1755, direttore d'orchestra sostituto all'Opéra national de Paris. Nel 1756, divenne Compositeur de la chambre du roi. La sua opera di maggior successo è una pastorale eroica, Aeglé (1748), ma compose anche altre tre opere per il palcoscenico. Sua è inoltre l'aria, Brune con accompagnamento di arpa o chitarra, oltre che diverse cantate in stile lirico e Cantatilles (cantate comiche). A questo genere appartiene la cantata La Sonate.

## Opere (parziale)
- Nouveaux Airs Livre I (Paris, 1752), comprendente 15 arie ad una o più voci e duetti
- Nouveaux Airs Livre II (Paris, 1752), comprendente 17 arie ad una o più voci e duetti
- Nouveaux Airs Livre III (Paris, 1751), comprendente 12 arie ad una o più voci e duetti
- Quatrième Recueil (Paris, 1751), comprendente 10 arie ad una o più voci e duetti[2]